# Mnium aureum
Mnium aureum là một loài Rêu trong họ Mniaceae. Loài này được (Lam. ex Brid.) P. Beauv. mô tả khoa học đầu tiên năm 1805.